# مصطفی طلاس
مصطفی عبدالقادر طلاس (زادهٔ ۱۹۳۲، درگذشت: ۱۹ ژوئن ۲۰۱۷ مطابق با ۲۹ خرداد ۱۳۹۶) سیاست‌مدار و نظامی عالی رتبه اهل سوریه است. وی میان سال‌های ۱۹۷۲ و ۲۰۰۳ وزیر دفاع سوریه بود و از نزدیکان حافظ اسد به‌شمار می‌آمد. وی در ۱۹ ژوئن ۲۰۱۷ در بیمارستانی در پاریس به علت بیماری قلبی درگذشت.